# Académie de Strasbourg
L’académie de Strasbourg est une circonscription éducative couvrant la collectivité européenne d'Alsace. Elle est gérée par un recteur.
De 1918 à 1972, le département de la Moselle a dépendu de l'académie de Strasbourg avant d'être réintégré dans l'académie de Nancy dont relevaient les anciens départements de la Moselle et de la Meurthe jusqu'en 1871 (rattachement de l'actuel département de la Moselle à l'Empire allemand).

## Établissements dépendant de l'académie de Strasbourg
L'académie de Strasbourg regroupe :
- Le rectorat de Strasbourg
- 1538 écoles (897 pour le Bas-Rhin et 641 pour le Haut-Rhin)
- 177 collèges (106 pour le Bas-Rhin et 71 pour le Haut-Rhin)
- 141 lycées (84 pour le Bas-Rhin et 57 pour le Haut-Rhin)
- Une école européenne (EPLEI de la Maternelle à la fin du Secondaire) à Strasbourg
- Un établissement régional d'enseignement adapté dans le Bas-Rhin
- 14 centres d'information et d'orientation (moitié-moitié)
- Les universités de Strasbourg et de Haute-Alsace

## Liste des recteurs
Base numérique du patrimoine d'Alsace (CRDP CANOPÉ) : Biographies des personnels enseignants et des recteurs
- Simon-Louis de Montbrison (d) (1809-6 novembre 1818)
- François-Laurent-Xavier Levrault (novembre 1818-mai 1821)
- Pierre-Laurent Laborie (d) (juin 1821-juillet 1824)
- Désiré Ordinaire (d) (septembre 1824-mars 1831)
- Louis-Magloire Cottard (d) (mars 1831-mars 1842)
- François-Étienne Michelle (d) (1843-13 septembre 1848)
- Aristide Laurent (d) (septembre 1848-9 août 1850)
- Auguste Louis Ange de Nouzeilles (d) (1850-1853) - Bas-Rhin
- Charles Vivien (d) (1850-1854) - Haut-Rhin
- Alfred Marie François Donné (1853-1854) - Bas-Rhin
- Jacques Rinn (août 1854-septembre 1855) premier recteur de l'académie réunifiée en 1854.
- Laurent Delcasso (d) (novembre 1855-janvier 1866)
- Adolphe Chéruel (janvier 1866-août 1870)
- Jules Zeller (20 août 1870-1er mars 1871, n'a pas pu occuper son poste à cause de la guerre

Alsace-Lorraine rattachée à l'Allemagne de 1871 à 1918
- Jules Coulet (d) (novembre 1918-octobre 1919)
- Sébastien Charléty (novembre 1919-janvier 1927)
- Chrétien dit Christian Pfister (mars 1927-octobre 1931)
- Joseph Dresch (d) (octobre 1931-iuillet 1938)
- Adolphe Terracher (juillet 1938-1944)

- René Hubert (en) (1946-1954)
- Jean Babin (d) (1955-1958)
- Joseph-François Angelloz (1958-1964)
- Maurice Bayen (1964-1970)
- Marius-François Guyard (d) (* 1921-† 2011[2]) (1970-1976)
- Jacques Béguin (d) (1976-1979)
- Pierre Magnin (d) (1979-1981)
- Pierre Deyon (1981-1991)
- Jean-Paul de Gaudemar (d) (1991-1997)
- Marc Debène (d) (1997-2000)
- Claude Lambert (d) (2000-2002)
- Gérald Chaix (d) (2002-2008)
- Claire Lovisi (d) (2008-2010)
- Armande Le Pellec-Muller (d) (2010-2013)
- Jacques-Pierre Gougeon (d) (2013-2016)
- Sophie Béjean (du 2 mars 2016 au 5 février 2020)
- Élisabeth Laporte (d) (du 5 février 2020 au 2 mars 2022)[3]
- Olivier Faron (nommé le 2 mars 2022)[4]
- Olivier Klein (depuis 2024)